# Bataclan (singolo)
Bataclan è un singolo del rapper italiano Nerone, in collaborazione con il rapper Fabri Fibra, pubblicato il 9 luglio 2020. Il testo è ispirato all'attentato terroristico al Bataclan nel 2015.

## Tracce
1. Bataclan (feat. Fabri Fibra) – 3:09